# FOTOLAB.cz
FOTOLAB.cz, v mluvené řeči často jen Fotolab, je internetový obchod s více než 40 kamennými prodejnami, které v Česku provozuje německá společnost CeWe Color, a.s.

## Základní údaje
Fotografie jsou vyráběny tzv. „mokrou cestou“, tedy expozicí na klasické fotografické papíry a následným zpracováním v chemických lázních (pomocí vývojky a ustalovače). Fotolab nabízí také fotoknihy, kalendáře a různé dárkové předměty s fotografiemi, fotoaparáty a jejich příslušenství.

## Historie
Původně patřilo jméno Fotolab firmě, která v ČR vznikla jako společnost s ručením omezeným v roce 1990. Po tříletém provozu se změnila na akciovou společnost a po roce 1995 postupně všechny její akcie odkoupila německá firma CeWe Color. Název Fotolab se tak stal pouze obchodní značkou. V roce 2000 pak byla pro zpracování fotografií v Praze-Chodově postavena velká moderní výrobní hala (fotolaboratoř).
Protože se slovo fotolab ujalo jako obecné označení různých provozoven a zařízení vyrábějících fotografie, CeWe Color nyní pro svůj internetový obchod i kamenné prodejny používá oficiální název CEWE.